# Каваців Ярема Володимирович
Ярема Володимирович Каваців (нар. 10 лютого 1986, с. Яблунівка (нині Угерсько), Стрийський район, Львівська область) — український футболіст, захисник рівненського «Вереса».
Також виступав за клуби: «Рава» (Рава-Руська), «Металург-2» (Запоріжжя), «Металург» (Запоріжжя), «Львів», «Іллічівець» (Маріуполь) і «Фенікс-Іллічовець» (Калініне).

## Кар'єра
Вихованець Львівського училища фізичної культури. Перший тренер — Ярослав Дмитрасевич. Паралельно з навчанням у ЛУФК грав за команду рідного села — «Будівельник» (Угерсько).
На професіональному рівні першу гру провів 5 жовтня 2003 року в домашньому поєдинку «Рави» (Рава-Руська) проти київської «Оболоні-2» у другій лізі.
Улітку 2005 року перспективний 19-річний захисник перейшов до клубу вищої ліги «Металург» (Запоріжжя), з яким підписав угоду на 3 роки. Виступав переважно за «Металург-2» і дублювальний склад клубу. За головну команду провів тільки 3 гри: 2 в чемпіонаті та 1 в Кубку України.
У 2008 році на правах вільного агента поповнив склад ФК «Львів», що підсилювався для виступів у Прем'єр-лізі. Весну-2009 розпочав у молодіжному складі «Металурга» (Донецьк), де провів 3 гри, але вже в березні перейшов до одного з лідерів чемпіонату Вірменії, клубу «Бананц» (Єреван). У «Бананці» став одним із ключових футболістів команди.
Восени 2009 року провів 3 гри за «Іллічівець» (Маріуполь). У першій половині сезону 2010/11 виступав за першоліговий «Фенікс-Іллічовець» (Калініне), а коли взимку клуб перестав існувати, на початку 2011 року перейшов до ФК «Львів».
Улітку 2011 підписав контракт на 1 сезон з вірменським «Бананцом» (Єреван), де вже грав у 2009 році.
У 2015—2016 роках грав за кіровоградську «Зірку», разом із якою став переможцем Першої ліги України сезону 2015/16.
У січні 2017 року приєднався до першолігового рівненського «Вереса».

## Досягнення
- Переможець Першої ліги України: 2015/16